# زاهر الجامودی
زاهر الجامودی (انگلیسی: Zaher Al-Jamudi؛ زادهٔ ۱۹۵۸) تیرانداز اهل عمان است. وی در بازی‌های المپیک تابستانی ۱۹۸۴ شرکت کرده‌است.